# Hammam Guergour
Hammam Guergour  è un comune algerino che si trova nella provincia di Sétif, tra le montagne di Bibans e Babors, a 55 chilometri dalla capitale provinciale.Rinomato per la sua sorgente di acqua che calda fu scoperta da dei cavalieri romani in una missione di ricognizione nella regione e venne usata con finalità terapeutiche già tra il II el IV secolo d.C..Quattro grandi piscine, scoperte durante drgli scavi archeologici nel 1937 e il 1938, testimoniano la prosperità di questa stazione termale durante la dominazione romana.Nel 1930 vennero costruiti i primi bagni pubblici.
I vecchi bagni, due per gli uomini e uno per le donne, continuano ad operare e si trovano nel centro del paese, vicino al fiume Bousellem.Negli anni settanta del secolo scorso il governo decise di costruire un centro termale nel bel mezzo di un sito antico romano che domina la città a 670 metri di altitudine, su una superficie di 14 ettari.Secondo gli studi fatti a diverse riprese, le acque di Hammam Guergour, che sgorgano ad una temperatura di 44 gradi centigradi, sono radioattive, al terzo posto per radioattività dopo quelle di Brembach in Germania e quelle di Jachimov nelle Repubblica Ceca, solfate-calciche e clorurate sodiche.Nel Complexe Thermal di Hammam Guergour è possibile curare le patologie reumatiche, neurologiche, vascolari e ginecologiche.Vengono effettuati trattamenti di balneoterapia, elettroterapia, ultrasuoni, infrarossi e impacchi di paraffina.